# فرانشيسكا بيرتيني
يلينا سيراسيني فيتيلو (5 يناير 1892 - 13 أكتوبر 1985) ممثلة سينمائية صامتة إيطالية، كانت واحدة من أنجح نجوم السينما الصامتة في الربع الأول من القرن العشرين.

## روابط خارجية
- فرانشيسكا بيرتيني في قاعدة بيانات الأفلام على الإنترنت